# Agustí Pàniker Vilaplana
Agustí Pàniker Vilaplana   (Barcelona, 8 de setembre de 1959) és un editor i escriptor català, especialitzat en la cultura de l'Índia. Fill del filòsof Salvador Pàniker i de la dibuixant Núria Pompeia Vilaplana, és autor dels llibres El jainismo. Historia, sociedad, filosofía y práctica (2001) i Índika (2005), aquest últim subtitulat «Una descolonització intel·lectual: reflexions sobre la història, l'etnologia, la política i la religió al sud d'Àsia».

## Trajectòria
El 1980, quan tenia 21 anys, va viatjar a Kerala per a visitar els orígens familiars del seu pare patern i allà es va desvetllar el seu interès per l'Índia. Ancorat en una sensibilitat postcolonial i pluralista, Pàniker ha mostrat com l'Índia i Occident es van modelar concatenadament, i com els mateixos indis van reinscriure i van hibridar les narratives, categories i desenvolupaments de la modernitat. El propòsit de Pàniker és, doncs, una descolonització dels clixés, tòpics i narratives que poblen la manera d'entendre el món índic en un intent de neutralitzar l'agressiva visió occidental de la modernitat i mostrar que hi ha altres maneres d'estar en el món, de veure'l i d'entendre'l.
La seva obra Los sikhs (2007) és una anàlisi completa d'aquesta important comunitat índia, amb la seva història, la seva religió i els seus costums. Pàniker s'ha definit com un mediterrani que enyora l'Índia i a qui apassionen l'escriptura, la música i els viatges, i ha resumit la seva trajectòria intel·lectual i espiritual en una entrevista al llibre Espirituals sense religió, de Laia de Ahumada.
Ha traduït textos clàssics de l'espiritualitat o el pensament de l'Índia com el Bhagavad Gita o d'autors com Buda, Patanjali, Nagarjuna, Adi Xankara al castellà directament del sànscrit o de la llengua pali.